# Храм Олексія, митрополита Московського (Безсергенівська)
Храм Олексія, митрополита Московського ― православний храм в станиці Безсергенівська, Октябрського району Ростовської області Росії. Відноситься до Нижньодінського благочиння Шахтинської і Міллеровської єпархії. Є об'єктом культурної спадщини Російської Федерації.

## Історія
Перша згадка про храм Олексія, митрополита Московського в станиці Безсергенівська відноситься до 1647 року. У 1797 році через ветхість старої церкви будується нова дерев'яна церква з дзвіницею й ще одна ― у зв'язку з нею. Остання була освячена в 1800 році також в ім'я митрополита Олексія. У 1810 році станиця переїхала на нове місце. Перенесли й храм. У 1858 році її перенесли знову, цього разу в хутір Козацький-Кадамовський.
У 1882 році замість дерев'яного храму було зведено кам'яний. Старий храм пізніше був перенесений на хутір Ягодинка. Нова церква мала два придела: в ім'я Казанської ікони Божої Матері й Трьох Святителів.
У 1920-х роках церква була закрита більшовиками й у ній розміщувався склад кормів.
У 1957 році всередині дзвіниці розірвалася кульова блискавка, що призвело до появи наскрізних тріщин в її стінах.
У 1992 році рішенням влади Ростовської області будівлю церкви було визнано об'єктом культурної спадщини Російської Федерації.
На даний момент церква є діючою.